# Carpilius
Carpilius is een geslacht van kreeftachtigen uit de klasse van de Malacostraca (hogere kreeftachtigen).

## Soorten
- Carpilius convexus (Forskål, 1775)
- Carpilius corallinus (Herbst, 1783)
- Carpilius maculatus (Linnaeus, 1758)